# Courtalain
Courtalain ist eine Ortschaft und eine Commune déléguée in der französischen Gemeinde Vald’Yerre mit 656 Einwohnern (Stand: 1. Januar 2018) im Département Eure-et-Loir in der Region Centre-Val de Loire.
Die Gemeinde Courtalain wurde am 1. Januar 2017 mit Boisgasson, Châtillon-en-Dunois, Arrou, Langey und Saint-Pellerin zur neuen Gemeinde Commune nouvelle d’Arrou (seit 1. Januar 2023 Vald'Yerre)  zusammengeschlossen. Sie gehörte zum Arrondissement Châteaudun und zum Kanton Brou.

## Bevölkerungsentwicklung
| Jahr      | 1962 | 1968 | 1975 | 1982 | 1990 | 1999 | 2007 | 2012 | 2018 |
| Einwohner | 465  | 533  | 534  | 593  | 583  | 558  | 595  | 627  | 656  |

## Sehenswürdigkeiten
- Schloss Courtalain (15. Jahrhundert, Monument historique)
- Priorei
- Kirche Saint-Jean-Baptiste (1809–1838)

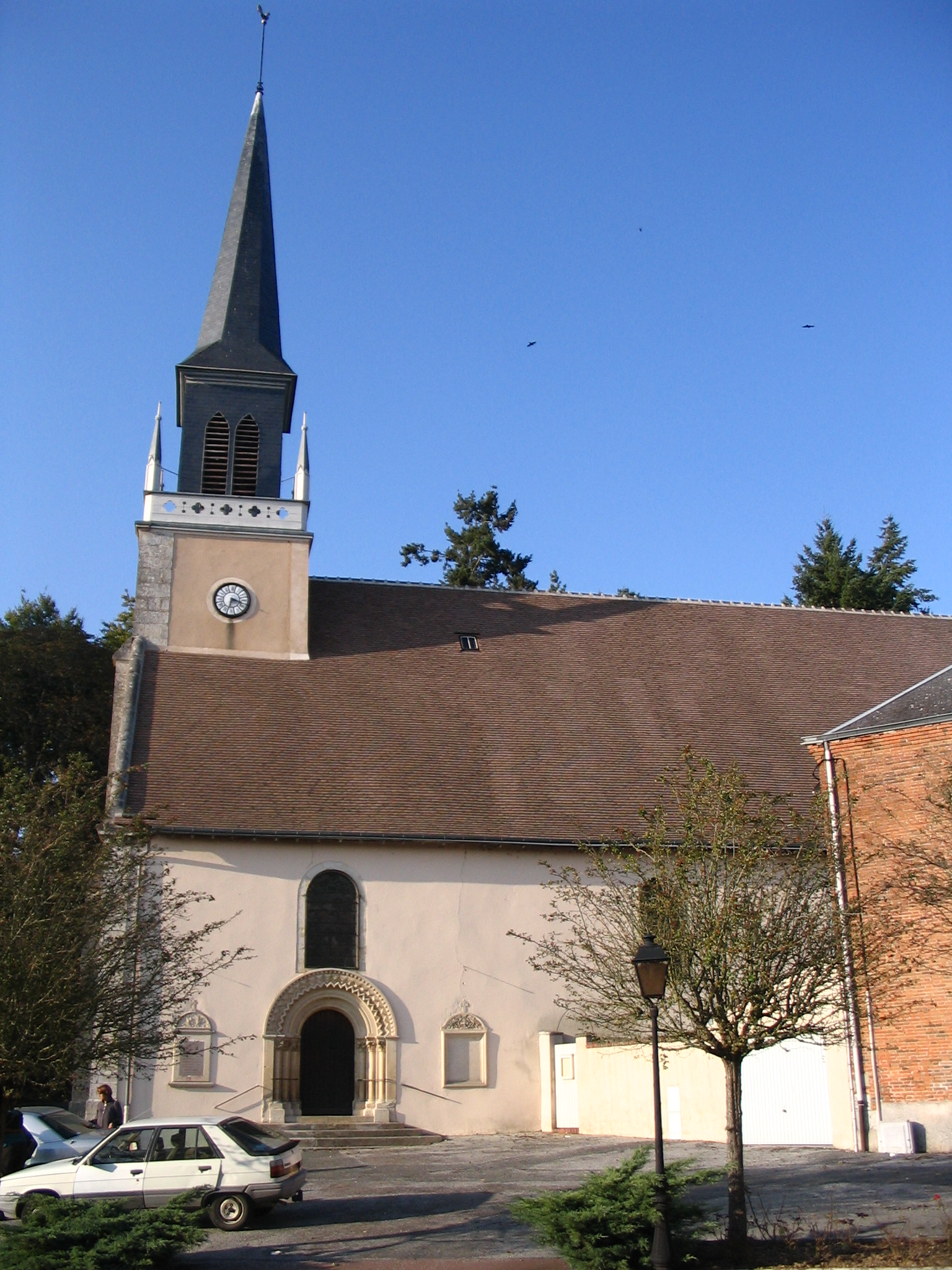
Kirche Saint-Jean-Baptiste
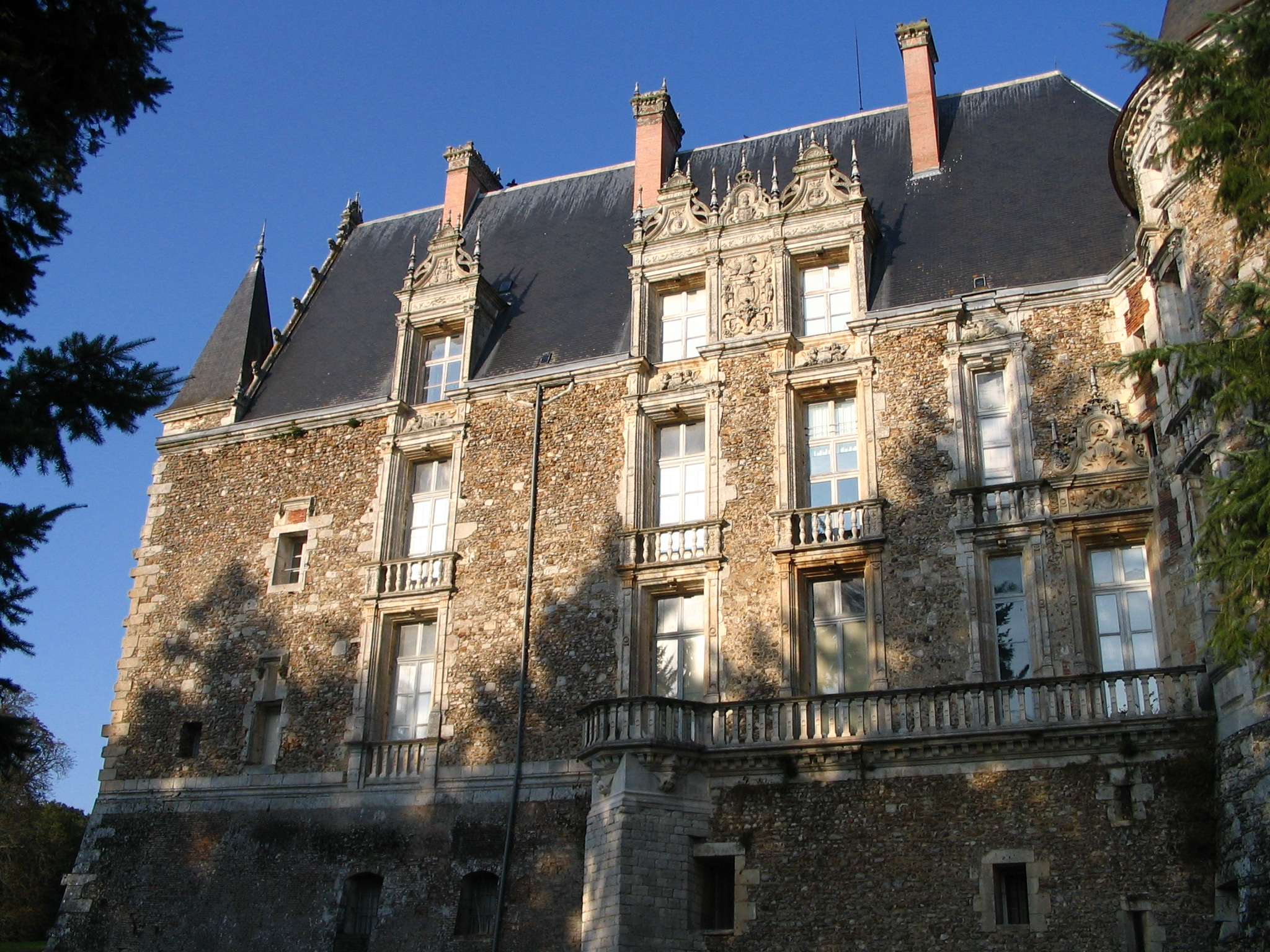
Schloss
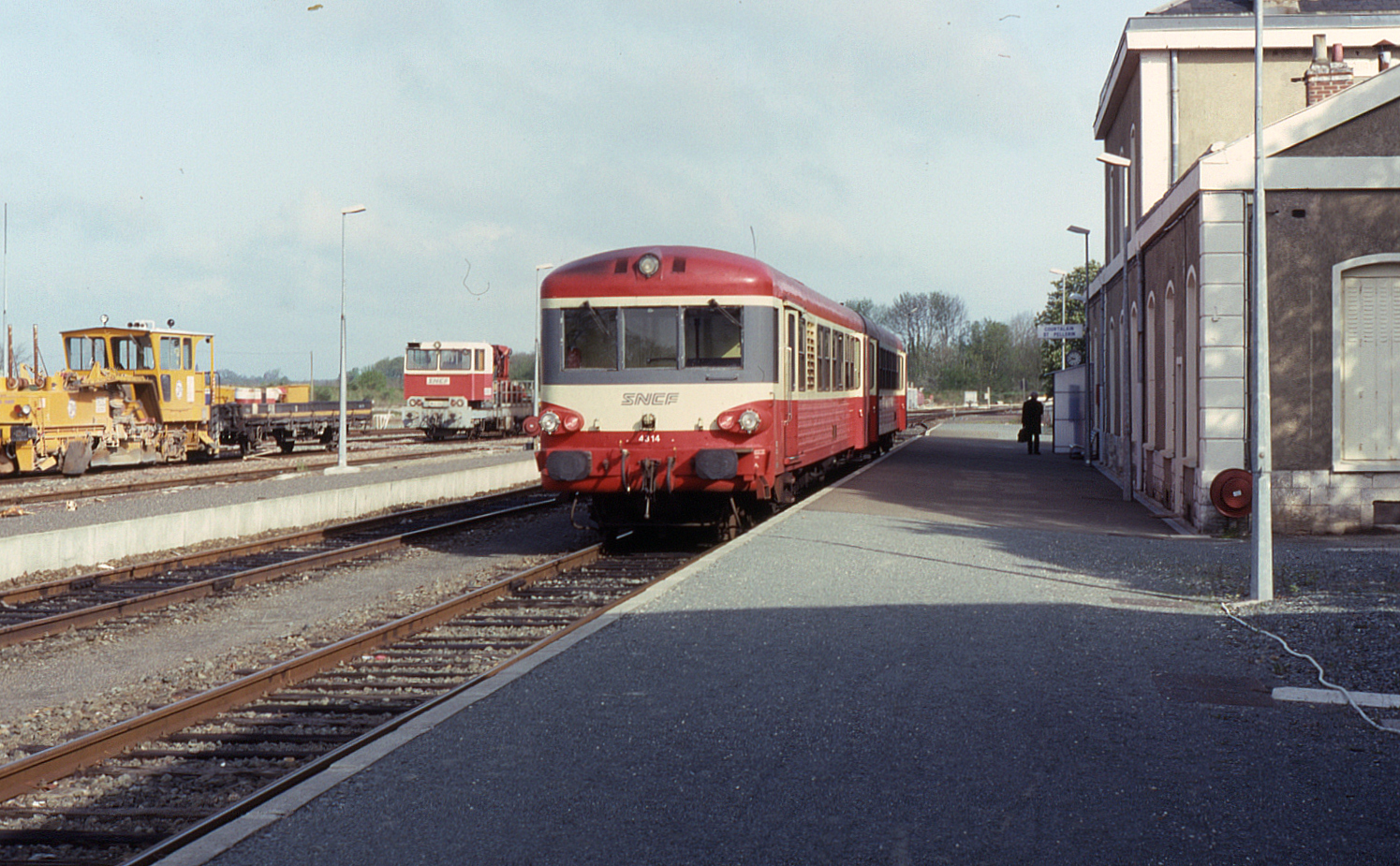
Bahnhalt Courtalain-Saint-Pellerin

## Persönlichkeiten
- François-Edme Ricois (1795–1881), Maler
- Raoul Paoli (1887–1960), Sportler und Filmschauspieler